# Zeng Yangfu
Zeng Xianhao (chinois traditionnel : 曾憲浩), plus connu sous son nom de courtoisie Zeng Yangfu (曾养甫), est un homme politique chinois né le 23 octobre 1898 dans le xian de Pingyuan (Guangdong) et mort le 28 août 1969 à Hong Kong. Il est maire de Guangzhou de 1936 à 1938, puis ministre du Transport et de la Communication sous le gouvernement nationaliste de 1942 à 1945. Il siège aussi au Yuan législatif de la République de Chine de 1938 à 1939.

## Biographie
Zeng Xianhao naît le 23 octobre 1898 dans le xian de Pingyuan de la province du Guangdong, dans le Sud-Est de la Chine continentale.
Il ressort diplômé de la faculté des mines et de la métallurgie de l'université Peiyang en 1923, puis il s'inscrit à l'université de Pittsburgh aux États-Unis. À son retour en Chine en 1925, il est nommé au Comité central du Kuomintang et devient agent politique pour l'Armée nationale révolutionnaire. Il est aussi vice-ministre de l'Agriculture et des Ressources minérales (en). En tant que directeur du département provincial de l'Infrastructure du Zhejiang, Zeng supervise la construction de plusieurs projets, dont la ligne ferroviaire du Zheijiang au Jiangxi (zh) et le pont sur le Qiantang (en) à Hangzhou. En 1935, il devient chef adjoint du comité du ministère des Chemins de fer et de la construction de nouvelles routes, ainsi que président de la Commission nationale de planification économique
Zeng est maire de Guangzhou (Guangdong) de 1936 à 1938. En 1942, il devient ministre du Transport et de la Communication (succédant à Zhang Jia'ao) ainsi que président de la Commission du génie militaire. Après avoir démissionné de ses fonctions en 1945 en raison de problèmes de santé, il est élu au Yuan législatif en 1948. L'année suivante, il quitte la Chine pour Hong Kong, où il meurt le 28 août 1969,,.